# Rijksarchief te Louvain-la-Neuve

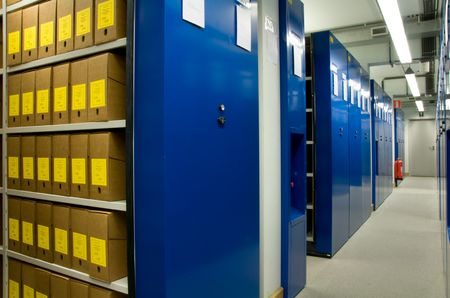
Een van de archiefdepots van het Rijksarchief te Louvain-la-Neuve

Het Rijksarchief te Louvain-la-Neuve is een van de twintig vestigingen van het Belgische Rijksarchief. Het bevindt zich in Louvain-la-Neuve en bewaart archieven met betrekking tot de provincie Waals-Brabant. 

## Geschiedenis
Toen in 1995 de provincie Brabant werd opgesplist, werd besloten om ook een Rijksarchief in Waals-Brabant op te richten. In tegenstelling tot wat in andere provincies gebruikelijk was, werd niet gekozen voor een vestiging in provinciehoofdstad Waver. Een overeenkomst met de Université catholique de Louvain maakte het namelijk mogelijk om een Rijksarchief op te richten in het centrum van Louvain-la-Neuve.
Het nieuwe gebouw opende in 2009 de deuren.

## Collectie

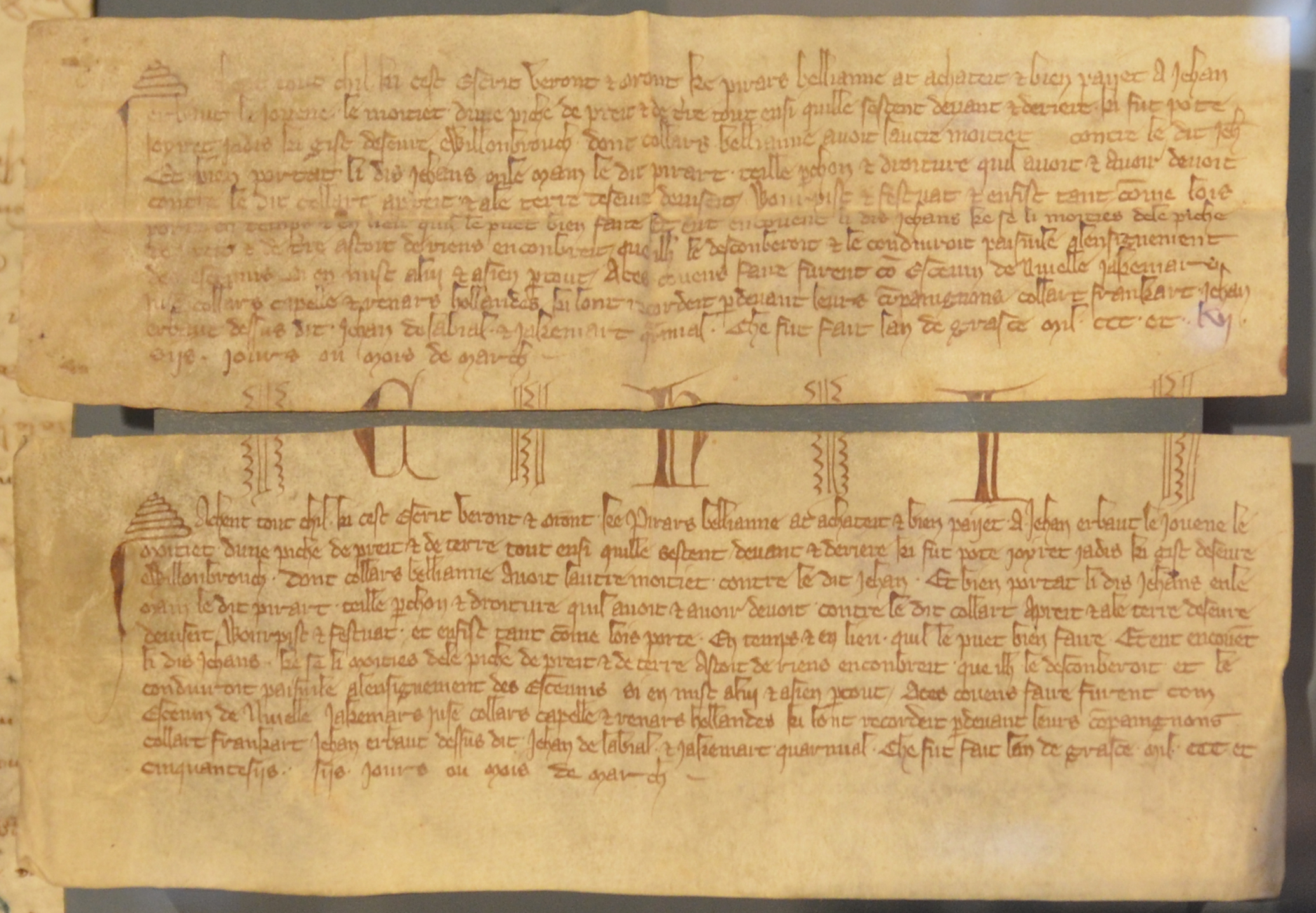
Een veertiende-eeuwse chirograaf uit het archief van de stad Nijvel, bewaard in het Rijksarchief te Louvain-la-Neuve

Het Rijksarchief te Louvain-la-Neuve bewaart archief van instellingen, verenigingen, families of natuurlijke personen die hun zetel of verblijfplaats hebben of hadden op het grondgebied van de provincie Waals-Brabant.
- Archief van overheidsinstellingen uit het ancien régime (vóór de aanhechting bij Frankrijk in 1795).
- Archief van overheidsinstellingen uit de hedendaagse periode (vanaf 1795).
- Archief van kerkelijke instellingen.
- Notariaatsarchief uit het gerechtelijk arrondissement Nijvel.
- Bedrijfsarchieven en archieven van families en privépersonen.
- Genealogische bronnen.